# Xarxa de Centres de Documentació dels Parcs Naturals de Catalunya

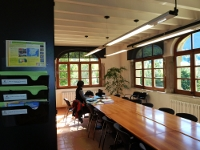
Centre de Documentació del Parc Natural de la Zona
Volcànica de la Garrotxa a Can Jordà

La Xarxa de Centres de Documentació dels Parcs Naturals de Catalunya és una xarxa integrada per 25 centres de documentació de diferents espais naturals de la Generalitat de Catalunya i la Diputació de Barcelona i pel Centre de Documentació de Medi Ambient. que tenen com a objectiu ser un recurs d'informació especialitzat i una eina de suport a la gestió, la recerca i la difusió. Els centres i la xarxa estan a disposició del personal de l'Administració, els investigadors i la ciutadania.

## Síntesi històrica
A Catalunya apareixen progressivament els primers centres de documentació d'espais naturals protegits als anys 80, i a partir d'aleshores han seguit diferents trajectòries, segons els objectius o prioritats fixats pels espais i les administracions que en tenen la custòdia, bàsicament la Generalitat de Catalunya i la Diputació de Barcelona, però també en el cas de la Diputació els ajuntaments que els acullen, perquè hi té convenis. També és destacable la creació del Centre de Documentació de Medi Ambient de la Generalitat de Catalunya el 1991.

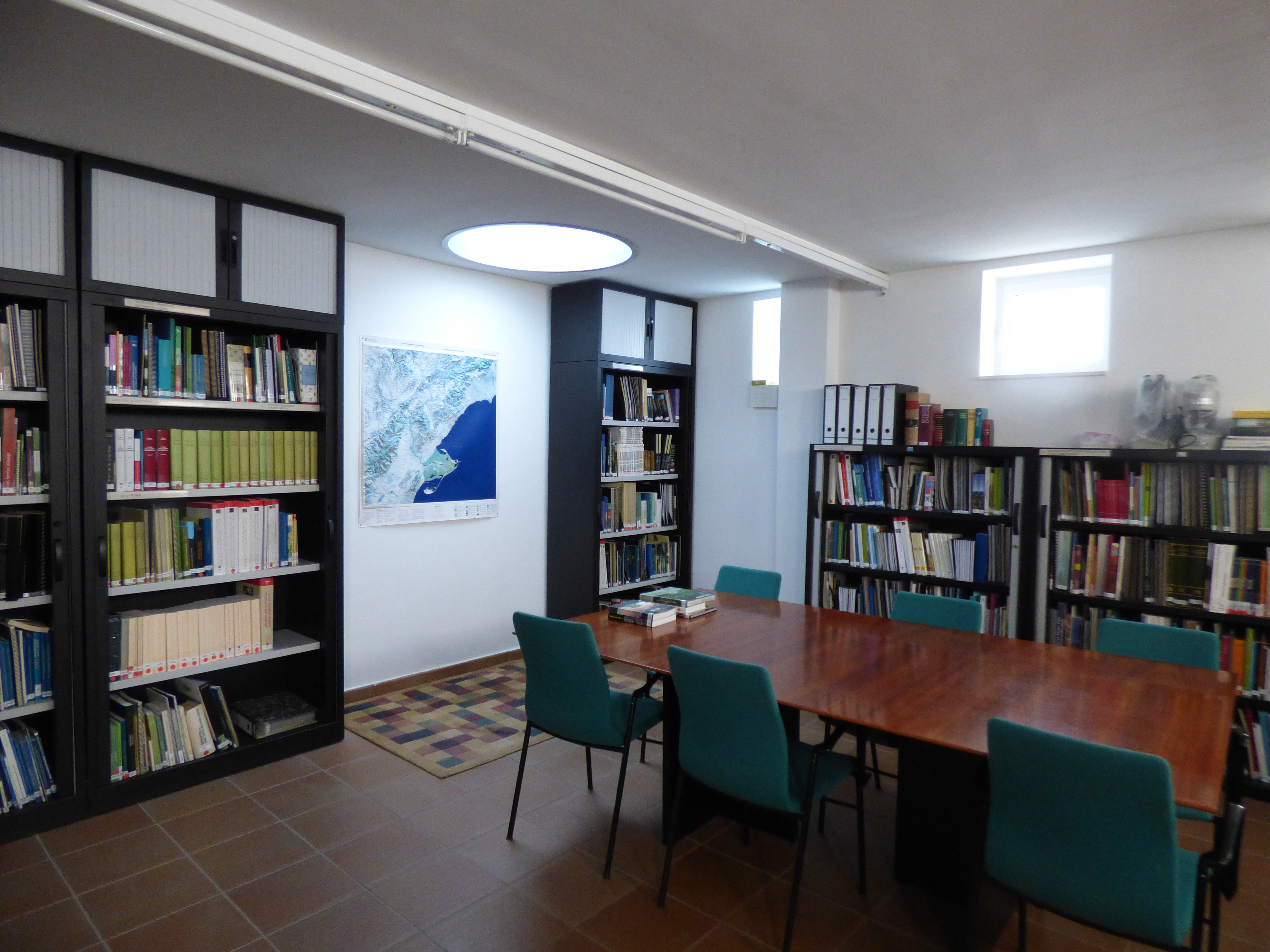
Centre de Documentació del Parc Natural dels Ports

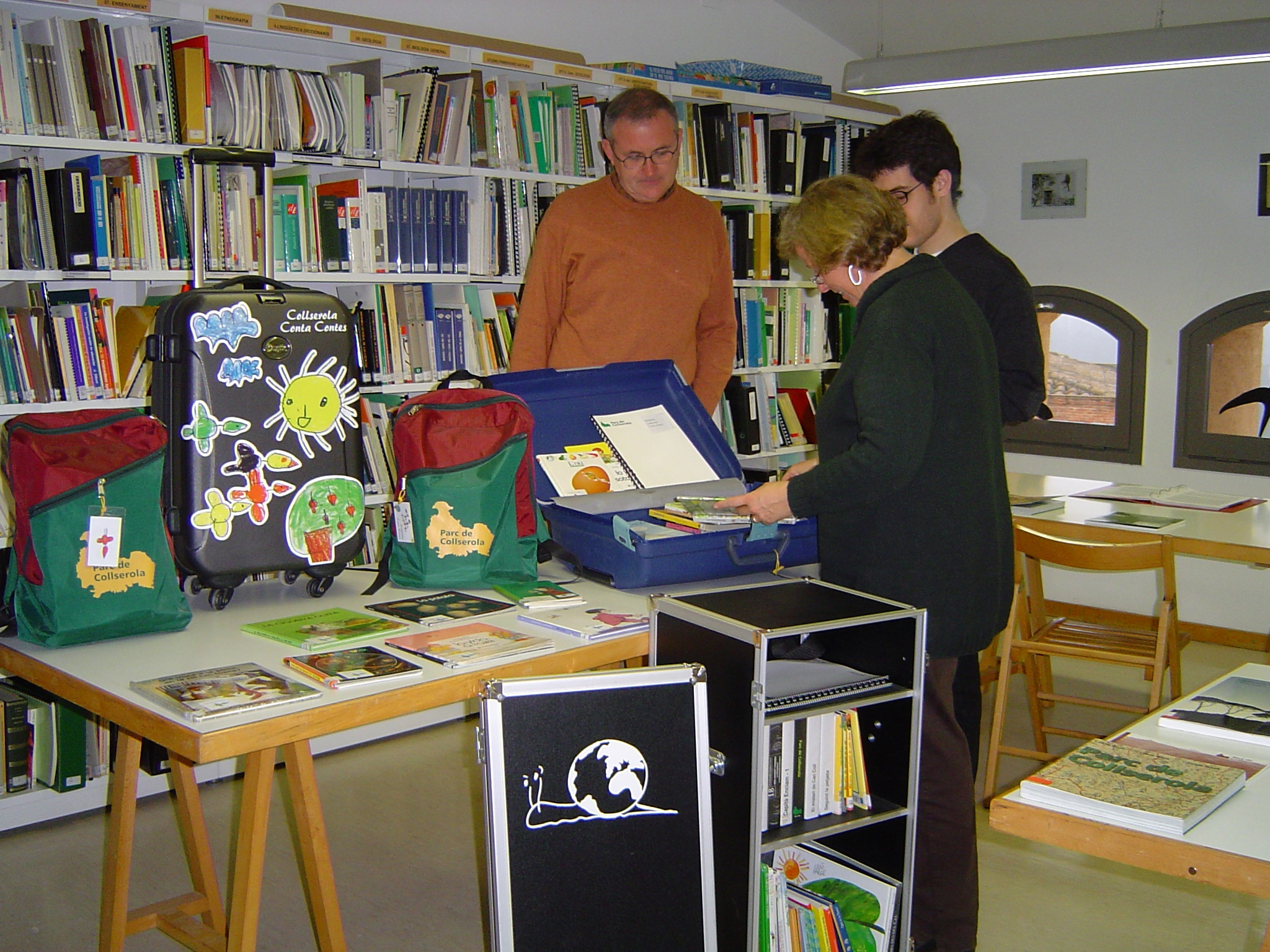
Centre de Documentació i Recursos Educatius del Parc Natural de la Serra de Collserola

És en aquest marc que el 1994 s'iniciaren al Parc Natural de la Zona Volcànica de la Garrotxa les Sessions de treball de centres de documentació d'espais naturals protegits, tractant la temàtica documental i espais naturals, però també sobre perspectives de futur d'un treball en comú entre centres. Aquest va ser el naixement de la coordinació entre aquests centres, que ha mantingut la formació de manera periòdica a diferents espais protegits de Catalunya. També ha elaborat documents de referència com el Document marc de les funcions i necessitats bàsiques d'un centre de documentació d'un espai natural protegit de 1994 (actualitzat a 1998 i 2002), que són pautes generals comunes a partir de les quals cada centre va poder fixar els seus objectius, funcions, tipus de documents recollits, recursos necessaris, característiques del personal, tipus d'usuaris...., que van subscriure més d'una vintena de centres de temàtica ambiental i va estar reconegut com a Observatorio Vivo del Plan de Acción de Europarc-España. Alguns centres de documentació de la Generalitat, a més, van aconseguir consensuar també un Manual d'ús i funcionament de procediments d'actuació, que alguns centres com el Centre de Documentació del Parc Natural de la Zona Volcànica de la Garrotxa han actualitzat i mantenen vigent.
El 1998 alguns centres de documentació d'espais naturals protegits de la Generalitat es van incorporar al CCUC (Catàleg Col·lectiu de les Universitats de Catalunya) i a partir de l'any 2002 tots els centres de la Generalitat al catàleg BEG (Catàleg de les Biblioteques Especialitzades de la Generalitat). En el cas de la Diputació de Barcelona, també han tingut catàleg col·lectiu des del 2012, i així, totes les bases de dades de cada centre de la Xarxa de Parcs Naturals que aquesta administració gestiona, es poden consultar de forma conjunta a internet.
Hi ha un altre esdeveniment que ha propiciat la millora en la coordinació entre centres de documentació de parcs de Catalunya és la signatura d'un conveni entre administracions, signat per primera vegada el 2004, i reeditat el 2014 entre els departaments de Territori i Sostenibilitat i d'Agricultura, Ramaderia, Pesca, Alimentació i Medi Natural de la Generalitat amb la Diputació de Barcelona per a la col·laboració i coordinació de centres, la compartició de recursos i la formació, atenent a les necessitats i finalitats comunes de tots ells, independentment de l'administració de què en depenguin.

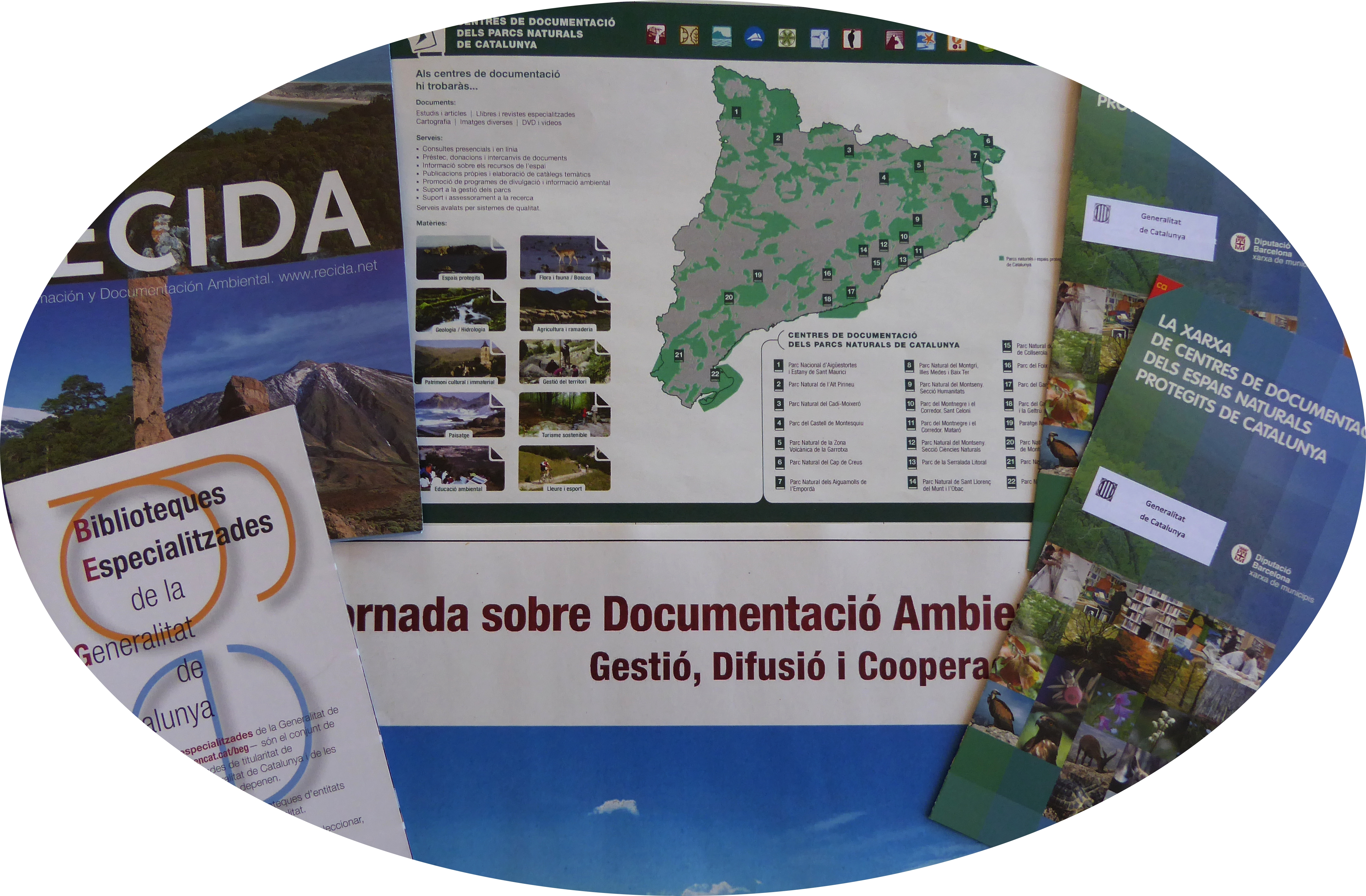
Materials divulgatius dels centres de documentació dels Parcs Naturals de Catalunya

Fruit del conveni en destaca l'edició de materials en col·laboració com ara el fullet de la Xarxa de Centres de Documentació dels Espais Naturals Protegits de Catalunya, del qual se n'han fet dues edicions el 2004 i 2005 (disponible en català i castellà). També s'ha traduït al francès i l'anglès. I a principis de 2016 s'ha publicat també un nou tríptic de la Xarxa, amb dades actualitzades i renovades.
I també fruit d'aquest conveni de col·laboració es va iniciar el 2014 la 1a Jornada sobre Documentació Ambiental a Catalunya: Gestió, Difusió i Cooperació (DocAmbCat), liderada pel Departament de Territori i Sostenibilitat de la Generalitat de Catalunya. Durant la Jornada es van fer grups de treball que van fixar línies d'actuació. Aquestes línies són les que han utilitzat els organitzadors per avançar en el projecte conjunt. L'elaboració d'un directori únic de centres, biblioteques, entitats i organismes dedicats a recopilar, catalogar i difondre documentació ambiental a Catalunya, l'ús compartit de models per a la gestió del fons, facilitar l'accés a jornades de formació o l'elaboració d'un calendari d'efemèrides ambientals són algunes de les línies treballades fins al 2015. També pel 2016 està previst que es faci una nova edició d'aquesta jornada tècnica, i es vol avançar en la creació d'un repositori cooperatiu, que va ser una demanda reiterada durant la Jornada.

## Situació actual
L'anomenada Xarxa de Centres de Documentació dels Espais Naturals Protegits de Catalunya des de 1994 a partir de 2015 adopta el nom de Xarxa de Centres de Documentació dels Parcs Naturals de Catalunya té més d'una vintena de centres de la Generalitat de Catalunya i de la Diputació de Barcelona, i compta amb més de 80.000 documents catalogats.

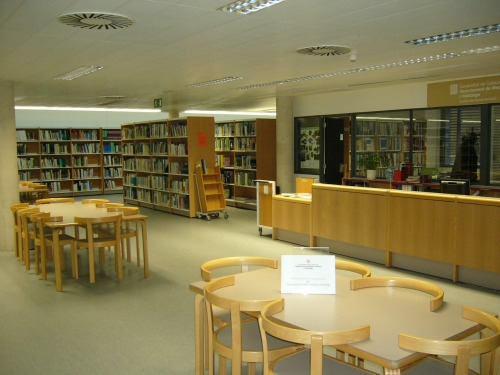
Centre de Documentació de Medi Ambient

Els 12 centres del Departament de Territori i Sostenibilitat de la Generalitat de Catalunya són:

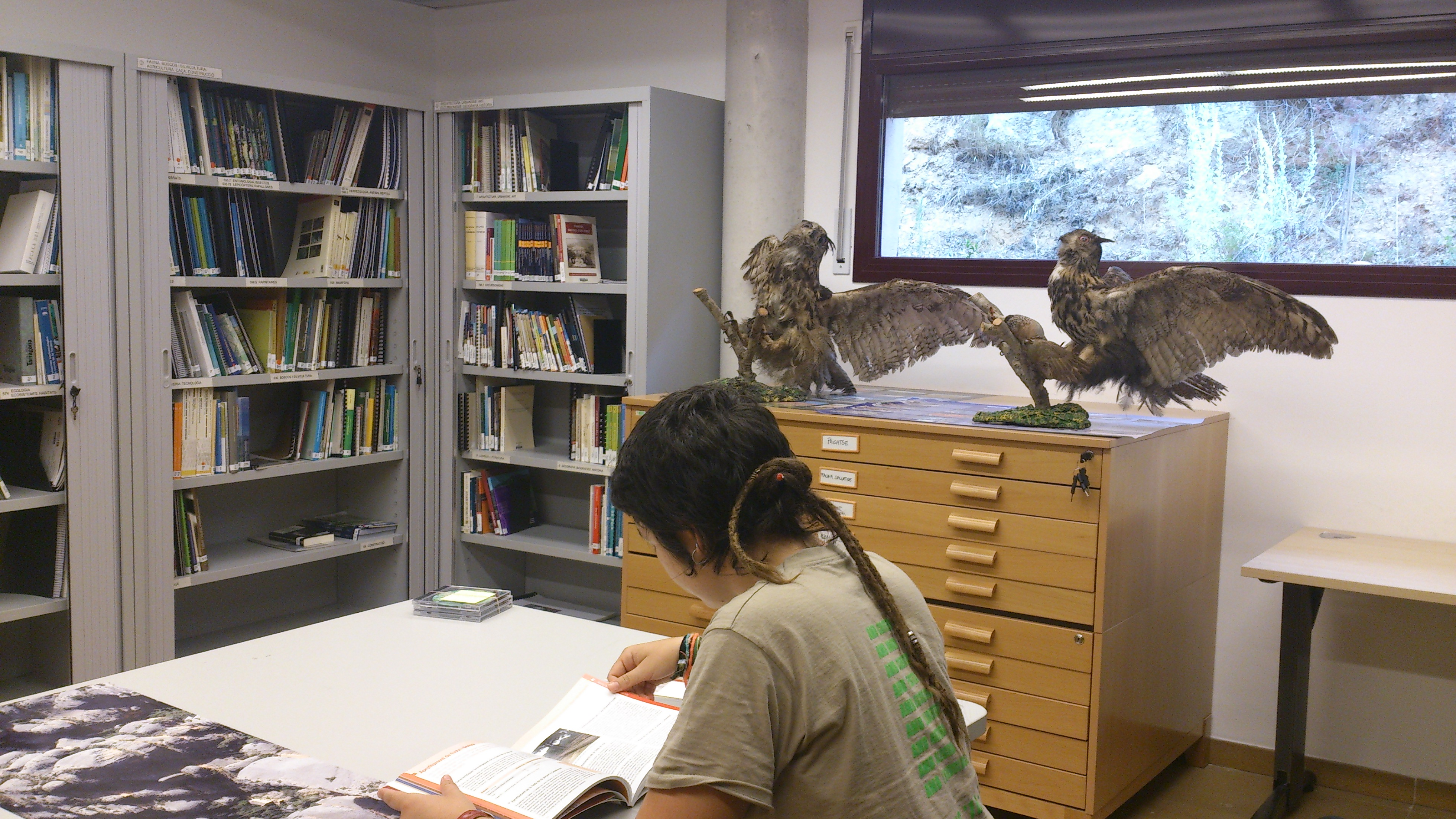
Centre de Documentació del Parc Natural de la de la Serra de Montsant

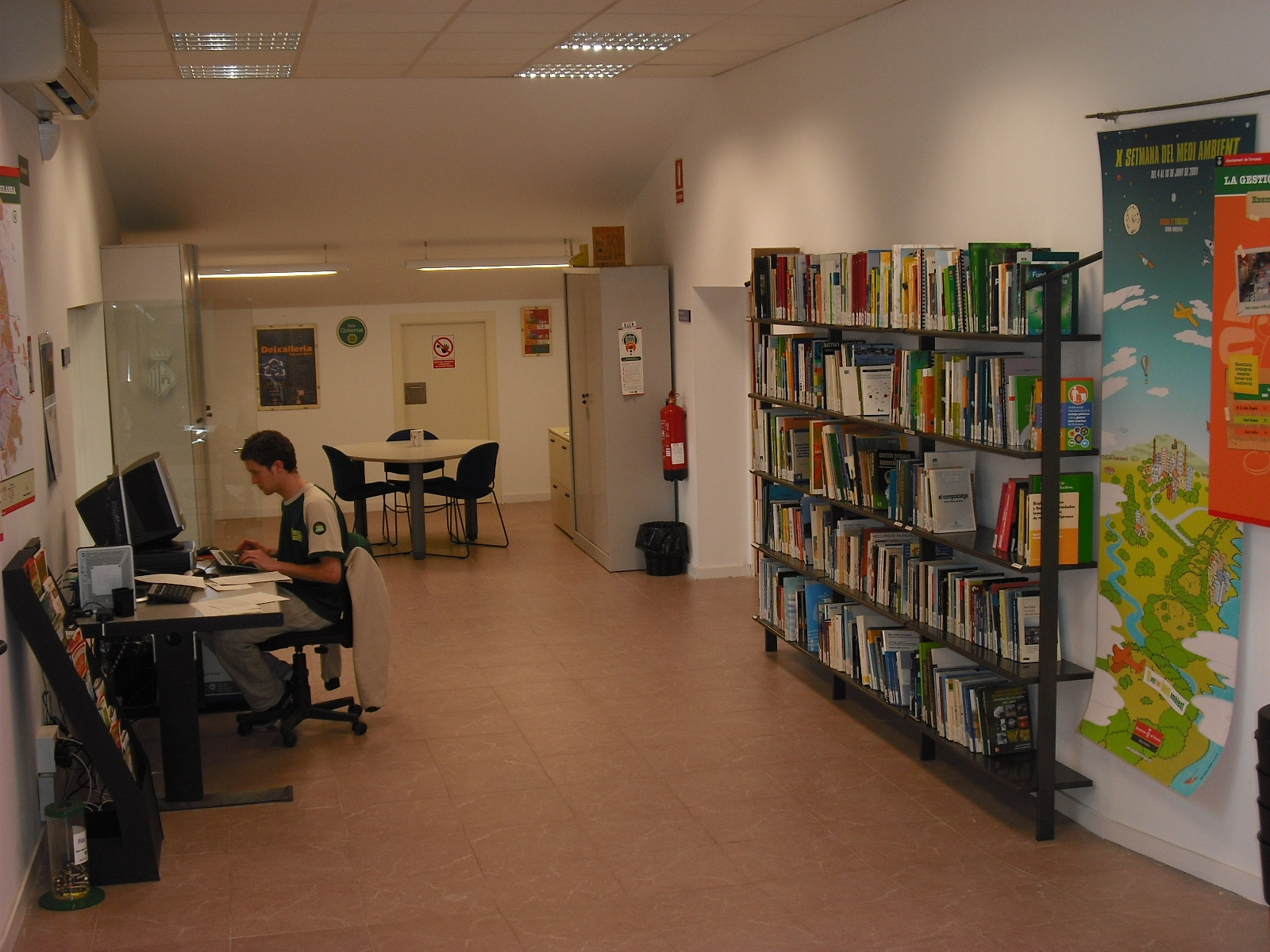
Centre de Documentació Parc Natural de Sant Llorenç del Munt i l'Obac

- Centre de Documentació de Medi Ambient[10] (CDMA)
- Centre de Documentació del Parc Natural dels Aiguamolls de l'Empordà[11]
- Centre de Documentació del Nacional d'Aigüestortes i estany de Sant Maurici[12]
- Centre de Documentació del Parc Natural de l'Alt Pirineu[13]
- Centre de Documentació del Parc Natural del Cadí Moixeró[14]
- Centre de Documentació del Parc Natural del Cap de Creus[15]
- Centre de Documentació del Parc Natural del Delta de l'Ebre[16]
- Centre de Documentació del Parc Natural dels Ports[17]
- Centre de Documentació del Parc Natural del Montgrí, Illes Medes i Baix Ter[18]
- Centre de Documentació del Parc Natural de la de la Serra de MontsantCentre de Documentació del Paratge Natural de Poblet[19]
- Centre de Documentació del Parc Natural de la Serra de Montsant[20]
- Centre de Documentació del Parc Natural de la Zona Volcànica de la Garrotxa[21]

Els 13 centres de la Diputació de Barcelona són:
- Centre de Documentació del Servei d'Espais Naturals
- Centre de Documentació del Parc del Castell de Montesquiu
- Centre de Documentació del Parc Natural del Montseny. Secció Humanitats
- Centre de Documentació del Parc del Montnegre i el Corredor. Sant Celoni
- Centre de Documentació del Parc del Montnegre i el Corredor. Mataró
- Centre de Documentació del Parc Natural del Montseny. Secció Ciències Naturals
- Centre de Documentació del Parc de la Serralada Litoral
- Centre de Documentació del Parc Natural de Sant Llorenç del Munt i l'Obac
- Centre de Documentació del Parc Natural de la Serra de Collserola
- Centre de Documentació de la Serralada de Marina
- Centre de Documentació del Parc del Foix
- Centre de Documentació del Parc del Garraf. Gavà
- Centre de Documentació del Parc del Garraf. Vilanova i la Geltrú

## Fons

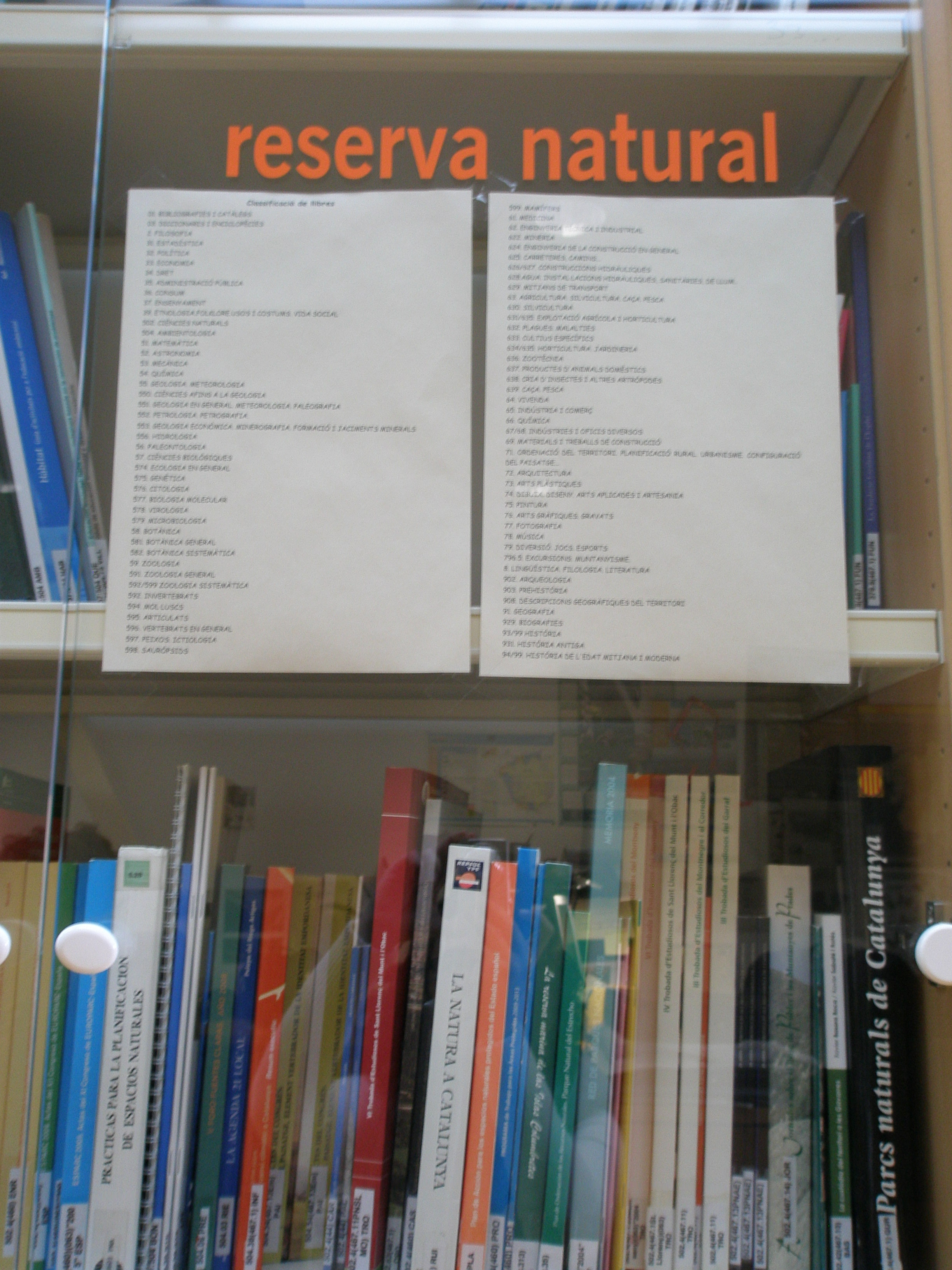
Centre de Documentació del Parc Natural del Cap de Creus

Als centres de documentació s'hi pot trobar literatura grisa (estudis i articles no publicats), llibres i revistes especialitzades, cartografia, imatges, DVD i vídeos, etc.
A desembre de 2015, el Centre de Documentació de Medi Ambient i 11 d'aquests centres que pertanyen al Departament de Territori i Sostenibilitat de la Generalitat de Catalunya tenen uns 50.000 documents catalogats, amb fons documentals virtuals cada cop més accessibles a internet i també físics ubicats arreu del territori i localitzables gràcies al catàleg col·lectiu de les Biblioteques Especialitzades de la Generalitat de Catalunya i al CCUC.
La Diputació de Barcelona, per la seva banda, té 13 centres de documentació d'espais naturals ubicats la majoria a l'entorn de Barcelona, amb més de 30.000 registres i un catàleg propi de consulta que en molts casos, permet també descarregar-se el document referenciat en format PDF si es disposen dels permisos adients.

## Tèmàtica del fons documental
Es recullen materials sobre espais protegits, hàbitats, fauna, flora, boscos, geologia, hidrologia, agricultura i ramaderia, patrimoni cultural i immaterial, gestió del territori, paisatge, turisme sostenible, educació ambiental, lleure i esport i medi ambient.

## Serveis
Cada centre de documentació ofereix els seus propis serveis, però n'hi ha alguns que són comuns a molts dels centres:
- Consultes presencials i en línia

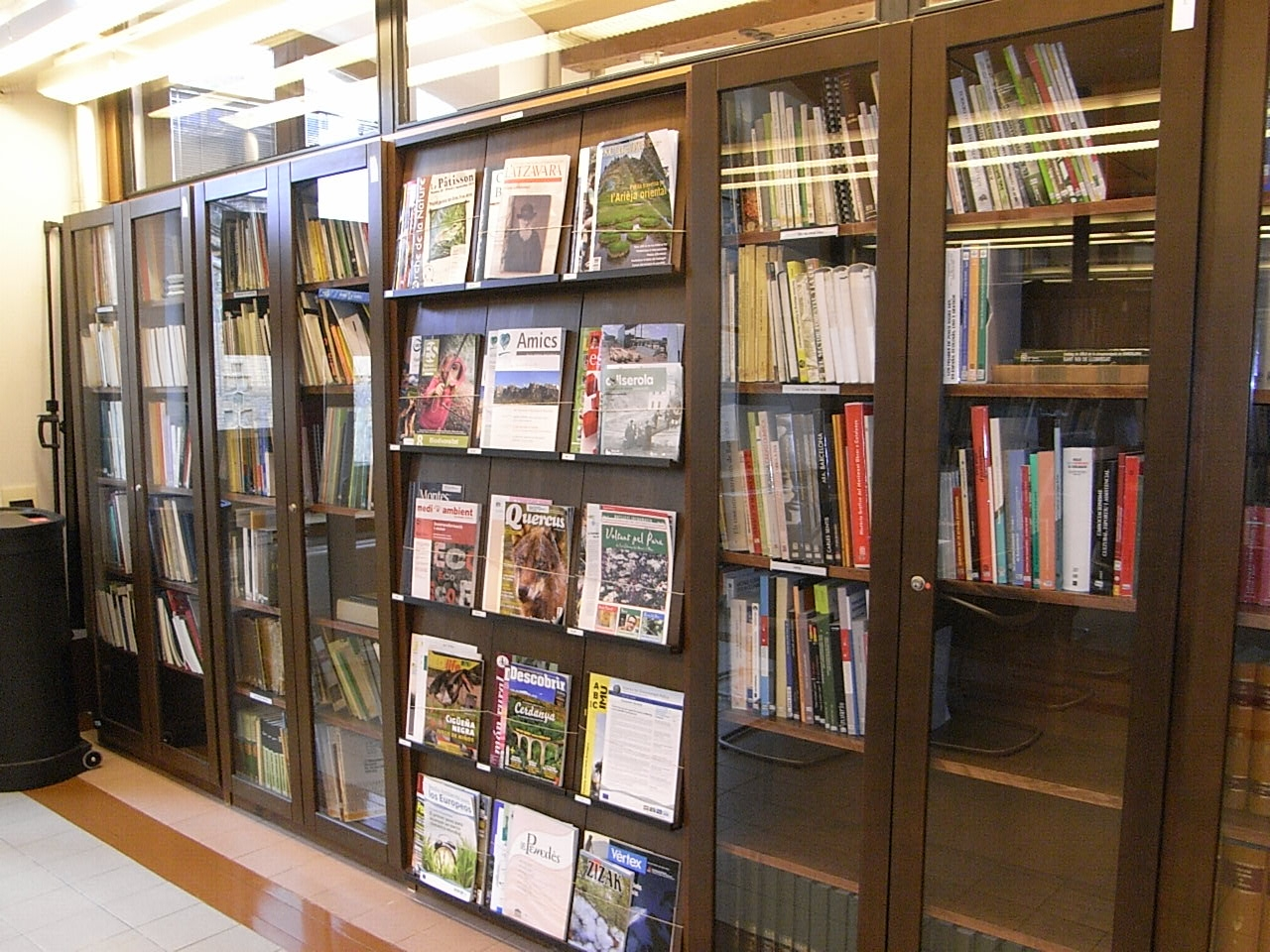
Centre de Documentació de la Xarxa de Parcs Naturals de la Diputació de Barcelona

- Préstec, donacions i intercanvis de documents
- Difusió Selectiva de la Informació
- Servei d'Obtenció del Document
- Informació sobre els recursos de l'espai
- Publicacions pròpies i elaboració de catàlegs temàtics i guies de lectura

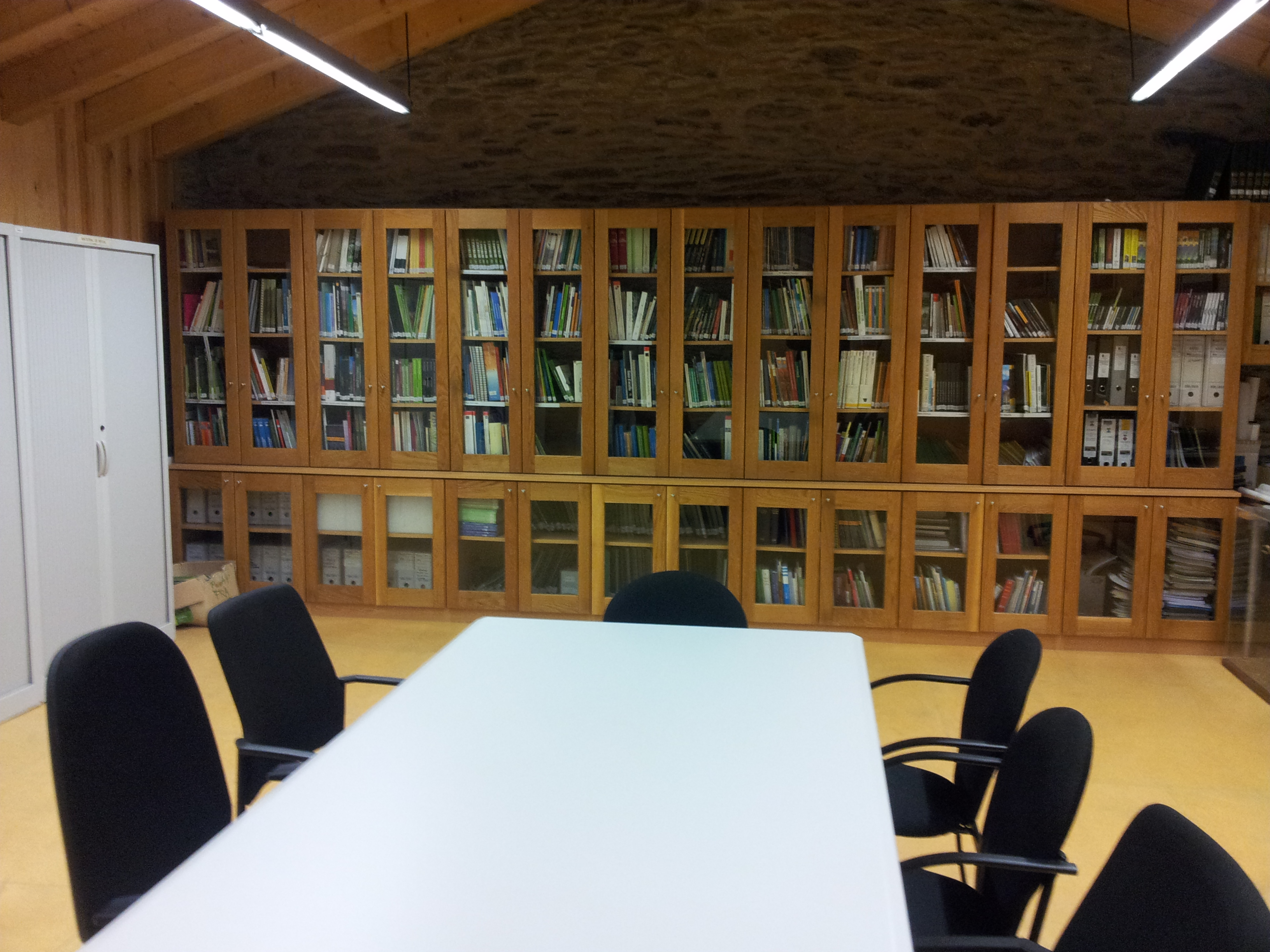
Centre de Documentació de l'Alt Pirineu

- Centre de Documentació de l'Alt Pirineu Promoció de programes de divulgació i informació ambiental
- Suport a la gestió dels parcs
- Suport i assessorament a la recerca

Serveis avalats, en molts casos, per sistemes de qualitat.

## Cooperació
La Xarxa de Centres de Documentació dels Parcs Naturals coordinada i col·labora estretament amb altres xarxes catalanes i espanyoles de documentació, com ara la Xarxa de Biblioteques Especialitzades de la Generalitat (XBEG) a Catalunya, o la Red de Centros de Información y Documentación Ambiental (RECIDA) amb més d'un centenar de centres de documentació ambiental coordinats en l'àmbit d'Espanya.